# Sorsele (comuna)
Sorsele (em sueco: Sorsele kommun) é uma comuna da Suécia localizada no condado de Bótnia Ocidental. Sua capital é a cidade de Sorsele. Possui 7 367 quilômetros quadrados e segundo censo de 2018, havia 2 522 habitantes.